# Astyochia philyroides
Astyochia philyroides là một loài bướm đêm trong họ Geometridae.